# Petalocephala limbata
Petalocephala limbata är en insektsart som beskrevs av Evans 1969. Petalocephala limbata ingår i släktet Petalocephala och familjen dvärgstritar. Inga underarter finns listade i Catalogue of Life.